# 上時国家住宅

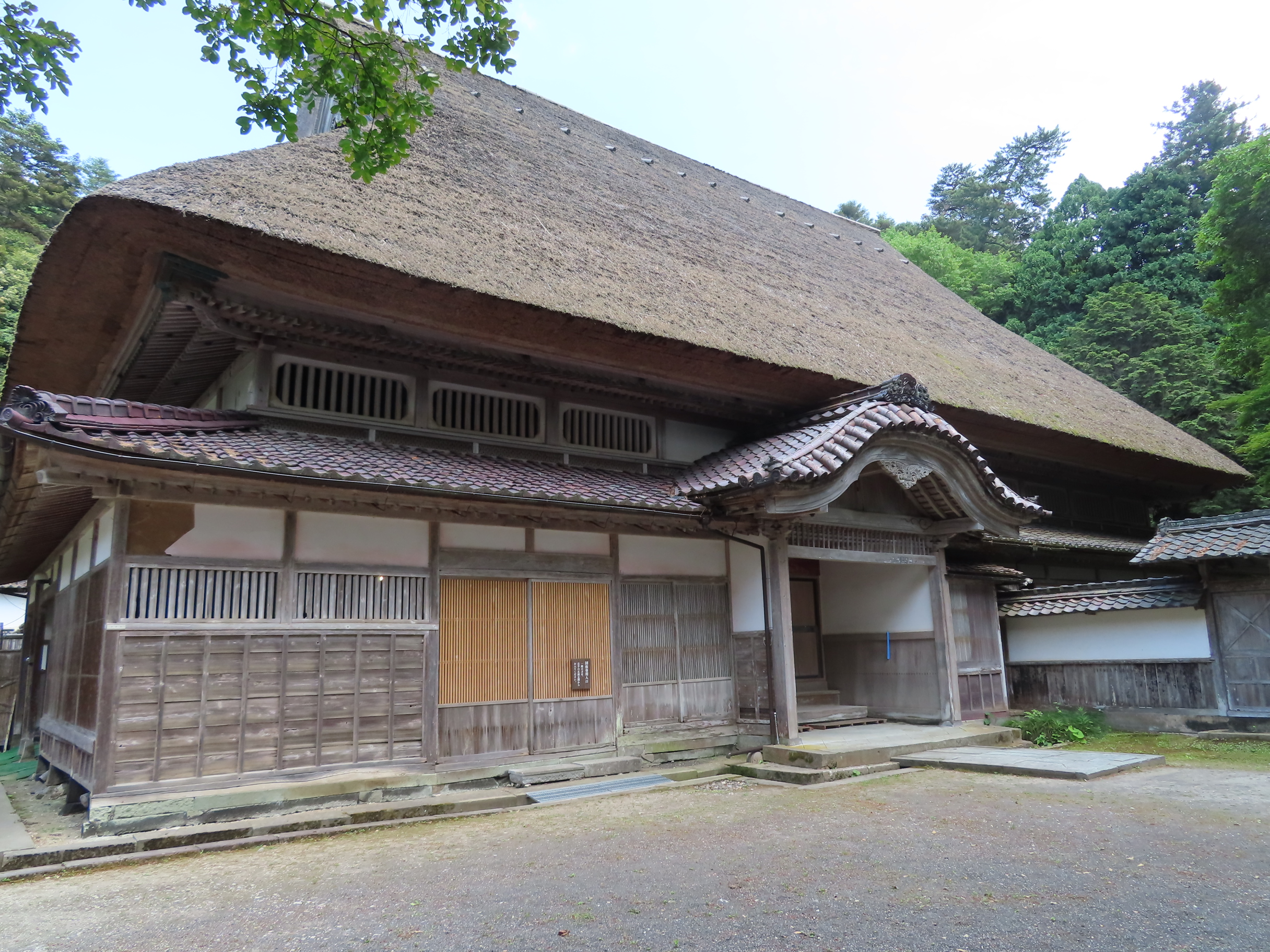
上時国家住宅の外観（2022年6月）

上時国家住宅（かみときくにけじゅうたく）は、石川県輪島市にある歴史的建造物の住宅。重要文化財に指定されている。本項では時国家のうち上時国家及び上時国氏庭園（国の名勝）についても述べる。

## 概要
時国家は元暦2年（1185年）に能登国に配流された平時忠を祖とする。時忠は大谷（現・珠洲市）の山中に居を構えていたが、その五男の平時国が姓を「時国」と改めて平野部に居を移し、やがて時国村を興したという。
ところが、天正9年（1581年）に能登国は加賀前田藩の藩領となり、一方で慶長11年（1606年）に時国村の一部が越中国を本拠とする土方領に替地となったため時国家は二重支配を受けることになった。この二重支配を脱するため、寛永11年（1634年）に第11代当主藤左衛門時保が二家に分立することを決断した。
時国家のうち土方領を本拠とした家は町野川上流に居を構えたことから「上時国家」と呼ばれた。土方領はのちに幕府直轄地となり、上時国家は農業、塩業、回船業で栄えた。
天保年間に居を移したのが「上時国家住宅」として残る建物で、2003年（平成15年）に重要文化財に指定された。
民間の建物ながら公開されていたが、新型コロナウイルス禍などによる観光客の減少により維持管理費の捻出が難しくなり、上時国家住宅の公開は2023年（令和5年）9月で終了した（同じく重要文化財の時国家住宅もほぼ同じ理由で2020年11月に一般公開を休止した）。
2024年（令和6年）1月1日に発生した能登半島地震で倒壊した。同年4月の時点で、再建に必要な費用を上時国家当主は「5億円はかかるのではないか」とみており、文化財の復旧事業費は85%を国、残りを自治体と所有者が負担するきまりであるとはいえ、「とても負担できない」と全額公費での再建を望む意向を示していた。その状態で、さらに令和6年9月能登半島豪雨で土砂が庭に流れ込んだために修理の必要な範囲が増え、当主は「元の姿に戻すことは諦めなければならないかもしれない」とも話している。

### 建築
上時国家住宅は主屋が大型の民家が多い北陸地方でも最大級の規模とされる。縁金折上格（ふちきんおりあげごう）天井などの内装、土間廻りの豪壮な梁組などの特徴をもち、重要文化財の指定では「江戸末期の民家の一つの到達点」と評価された。

### 上時国氏庭園
上時国家住宅の西、南、東の三方向に面する庭園である。2001年（平成13年）に国の名勝に指定された。池の護岸や築山に豪快な石組みがあり、背後の山腹から書院前庭に至るまで苔と樹林に覆われている。

## その他
- 時国家の家紋は平家定紋の丸に揚羽蝶紋である[8]。